# سفين ليندغرين
سفين ليندغرين (بالسويدية: Sven Lindgren)‏ هو سياسي سويدي، ولد في 5 يناير 1946.
وُلد في فاستيرفيك، والتحق  بجامعة لينشوبينغ.انتخب فيما بعد زعيماً للمعارضة في مجلس بلدية لينشوبينغ. وبين عامي 1991 و1994 قاد إدارة غير اشتراكية في المدينة. وبعد خسارته في انتخابات عام 1994، عاد ليندغرين إلى قيادة المعارضة، وشغل منصب حاكم مقاطعة كالمار من 2002 الى 2009.